# Városháza (Hódmezővásárhely)
A hódmezővásárhelyi városháza Hódmezővásárhely megyei jogú város főterén, a Kossuth tér 1. szám alatt található eklektikus stílusú műemlék épület.

## Története
A legelső városháza épülete 1763-ban épült, amely 1829-ben egy tűzvész következtében elpusztult. 1834-ben Nepper György tervei alapján a mai helyszíntől délebbre építették fel a mai is álló épület elődjét.
A mezőváros rohamos fejlődése és a lakosságszám növekedése indokolta a városvezetést egy nagyobb közigazgatású épület építésében. 1890-ben a törvényhatósági bizottság közgyűlése döntött egy új épület felállításáról, a gimnázium nyomvonala mentén. A pályázatra kiírt tíz munka közül Ybl Lajos terve nyert. Az alapkötételre 1892. április 12-én került sor és egészen 1893 augusztus elejéig tartottak a munkálatok. Az ünnepélyes átadásra 1894. január 18-án került sor.
Nem sokkal elkészülte után, 1894. április 22-én helyi agrárszocialisták tüntetést szerveztek Szántó Kovács János elfogatása ellen, majd itt zajlott le egyes tüntetők büntetőpere.
A századfordulóban épített irodákat a második világháborút követően átalakították. 1970-ben a toronysisak, egy évvel később a díszterem és tetőszerkezete esett tűzvész áldozatául. Ekkor sérült meg Walser Ferenc által készített 1000 kg-os harang is, mely ma a Kossuth téren van kiállítva. A tűzvészt követően 1972 és 1975 között újították fel az épületet. Az északi homlokzat és a torony 2023-2024 között került újra felújításra.

## Leírása

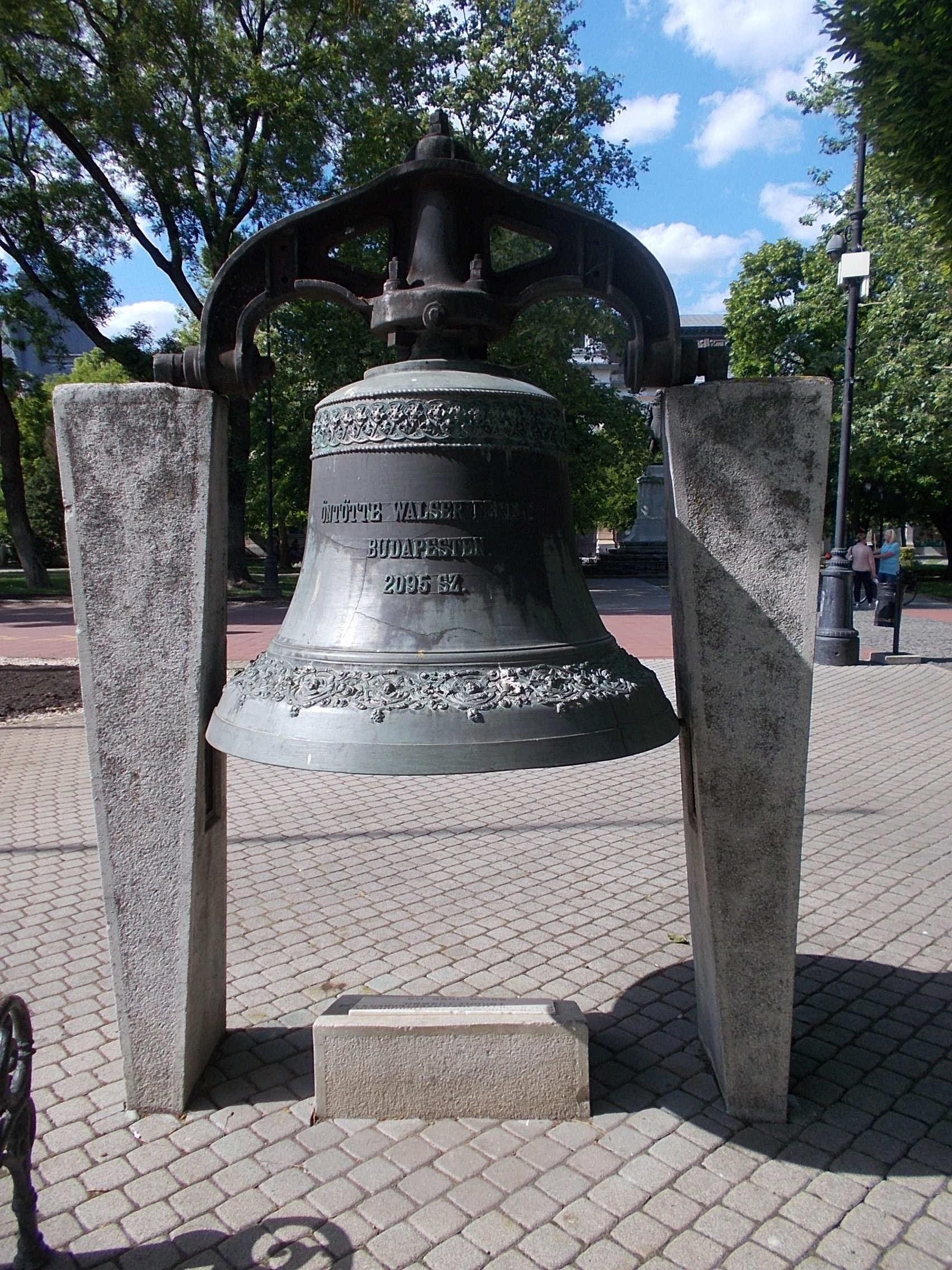
A városháza eredeti harangtornya, mely az 1970-es tűzvészben megrongálódott.

A városháza a városkép leghangsúlyosabb épülete és az ország egyik legmonumentálisabb városházája. Az épület eklektikus stílusú, reneszánsz elemeket tartalmaz. A főépületet háromszögletű és félkörívű ablakpárkányok, rokokós fűzérek, ballusztrád, rusztika díszíti.
Az előcsarnokban márványtáblák találhatóak. Ezeken Ferenc József király, Wekerle Sándor miniszterelnök, nagykállói Kállay Albert főispán és dr. Baksa Lajos polgármester, valamint Ybl Lajos neve olvashatók. A főbejárat lépcsőfordulóján Pásztor János fahonvéd szobra áll.
A Tanácsteremben 6 db, 2x1 méteres, félkörzáródású, egész alakos festmény látható, melyek Tornyai János, Kemenszky Ádám és Vastagh György festett. Az alábbi személyek láthatóak:
- Bercsényi Miklós, kuruc generális, a város egykori földesura (Tornyai János)
- II. Rákóczi Ferenc fejedelem, kuruc vezér (Kemenszky Ádám)
- az idős Kossuth Lajos (Vastagh György 1880-ban készítette, miután az egykori kormányzót díszpolgárrá választották)
- Deák Ferenc
- I. Ferenc József osztrák császár és magyar király
- Erzsébet osztrák császárné, magyar királyné

A szocializmus időszakában a királyi párt eltávolították a teremből, helyükre Kurucz D. István Szántó Kovácsot és Táncsics Mihályt ábrázoló képei kerültek. 1991-ben a két említett festmény az előcsarnokba került, a királyi pár pedig visszatért. A városháza minden helyiségében jelentős képzőművészeti alkotások találhatóak. 

## A Városháza napjainkban
A Városházában átadása óta a városi önkormányzat testületei és hivatalai működnek. Az önkormányzati üléseket a díszteremben tartják és ettől függetlenül van egy házasságkötő terem is.